# FC Encamp
Fútbol Club Encamp – andorski klub piłkarski z siedzibą w Encamp. Został założony w 1950 roku.

## Osiągnięcia
- Mistrz Andory: 1996, 2002
- Wicemistrz Andory: 2003
- Puchar Andory: 2000

## Nazwa
Ze względu na sponsora klubu (firma Gran Valira Encamp) można spotkać się z nazwami FC Encamp Granvalira Dicoansa, FC Encamp Granvalira bądź Granvalira Encamp.

## Obecny skład
Aktualny na 3 czerwca 2019 r.
| Nr | Poz. | Piłkarz           |
| -- | ---- | ----------------- |
| 2  | NA   | Walter Gómez      |
| 3  | NA   | Jorge Pinto       |
| 6  | PO   | Antonio Marinho   |
| 8  | OB   | Gabriel Fernández |
| 9  | NA   | Eugenio Peralta   |
| 10 | PO   | Tomás Lanzini     |
| 11 | PO   | Gonzalo Ucha      |
| 12 | BR   | Gerardo Rubio     |
| 14 | PO   | Ferran Montobbio  |
| 15 | OB   | Rafel Cervós      |
| 16 | OB   | Derrick Dibotti   |

| Nr | Poz. | Piłkarz           |
| -- | ---- | ----------------- |
| 17 | OB   | Cristian Barreto  |
| 19 | NA   | Andreu Matos      |
| 21 | NA   | Nicolás Minutella |
| 22 | OB   | André Marinho     |
| 24 | PO   | Diego Sánchez     |
| 27 | NA   | Eric Pelfort      |
|    | OB   | Jonathan Ferreira |
|    | PO   | Jaime Bauza       |
|    | PO   | Tete López        |
|    | PO   | Renzo Dezotti     |

## Europejskie puchary
Legenda do wszystkich tabel:
- Q – runda eliminacyjna, 1/16, 1/8, 1/4, 1/2 – odpowiednia faza rozgrywek, Grupa – runda grupowa, 1r gr – pierwsza runda grupowa, 2r gr – druga runda grupowa, F – finał, R – runda, PO – play-off
- k. – rzuty karne, los. – losowanie, Dogr. – dogrywka, w. – zasada bramek strzelonych na wyjeździe

| Sezon   | Rozgrywki        | Runda | Klub             | Dom | Wyjazd | Ogólnie |
| ------- | ---------------- | ----- | ---------------- | --- | ------ | ------- |
| 2002/03 | Puchar UEFA      | Q     | Zenit Petersburg | 0–5 | 0–8    | 0–13    |
| 2003    | Puchar Intertoto | 1R    | Lierse           | 0–3 | 1–4    | 1–7     |